# Moerser Sportclub 1985
Il Moerser Sportclub 1985 è una società pallavolistica maschile tedesca con sede a Moers: milita nel campionato tedesco di 1. Bundesliga.

## Storia
Nacque nel 1985 come polisportiva (ha sezioni di pallamano e atletica leggera) e già nel 1987 fu promossa in 1. Bundesliga; all'esordio nel massimo campionato tedesco ottenne la qualificazione per la Coppa CEV, che fu nel 1990 il primo trofeo vinto nonché la prima affermazione di una compagine della Germania Ovest in una competizione pallavolistica europea.
Nel 1991 vinse la prima Coppa della Germania unita (si ripeté nel 1993), oltre che la Supercoppa, e nel 1992 si laureò campione nazionale. Nella seconda metà degli anni novanta le ambizioni si ridimensionarono gradualmente. Fu dopo la retrocessione del 2001 che una pesante ristrutturazione societaria favorì il ritorno del Moerser tra le maggiori realtà pallavolistiche tedesche. Milita attualmente in 1. Bundesliga.

## Rosa 2013-2014
| N° | Nome               | Ruolo | Data di nascita   | Nazionalità sportiva |
| -- | ------------------ | ----- | ----------------- | -------------------- |
| 1  | Tobias Neumann     | P     | 7 settembre 1988  | Germania             |
| 2  | Itamar Stein       | S/O   | 12 febbraio 1983  | Israele              |
| 3  | Tim Broshog        | C     | 2 dicembre 1987   | Germania             |
| 4  | Óscar Rodríguez    | L     | 8 giugno 1982     | Spagna               |
| 5  | Moritz Müller      | S     | 29 aprile 1988    | Germania             |
| 7  | Oskar Klingner     | C     | 15 marzo 1991     | Germania             |
| 8  | Tom Weber          | L     | 27 ottobre 1989   | Germania             |
| 9  | Tim Elsner         | S     | 5 febbraio 1984   | Germania             |
| 10 | Noah Baxpöhler     | C     | 13 ottobre 1993   | Germania             |
| 11 | Nicolas Marks      | S     | 23 settembre 1994 | Germania             |
| 12 | Lukas Schattenberg | S     | 11 settembre 1995 | Germania             |
| 13 | Pedro Rangel       | P     | 16 settembre 1988 | Messico              |
| 14 | Mark Plotyczer     | S     | 19 febbraio 1987  | Regno Unito          |

## Palmarès
- Campionato tedesco: 1

1991-92
- Coppa di Germania: 2

1990-91, 1992-93
- Supercoppa tedesca: 1

1991